# Ichneumon altaicola
Ichneumon altaicola là một loài tò vò trong họ Ichneumonidae.